# Шаньдань
Шаньда́нь (кит. упр. 山丹, пиньинь Shāndān) — уезд городского округа Чжанъе провинции Ганьсу (КНР). Название уезда является ошибочным написанием названия горного хребта Шаньдань (删丹岭).

## История
В эпоху Воюющих царств в этих местах юэчжи, затем эти места взяли под контроль сюнну. При империи Западная Хань во времена императора У-ди сюнну были разгромлены Хо Цюйбином, и эти места были присоединены к империи Хань; в этих местах был создан уезд Шаньдань (删丹县). При империи Северная Вэй название уезда писалось 山丹县, во времена империи Суй оно снова стало писаться 删丹县.
Во время мятежа Ань Лушаня западные окраины империи Тан опустели, и эти места были захвачены тибетцами. В IX веке империя Тан вернула территорию, но затем она была завоёвана уйгурами, которые в 928 году покорились государству Поздняя Тан. В 1028 году тангуты создали государство Западная Ся, и эти земли вошли в его состав. Позднее тангутское государство было уничтожено монголами и эти земли вошли в состав империи Юань.
При империи Мин в западных частях страны вновь были размещены китайские войска, и в 1372 году в этих местах разместился Шаньданьский караул (山丹卫). При империи Цин в 1725 году военные структуры были заменены на гражданские, и в этих местах был создан уезд Шаньдань.
В 1949 году был создан Специальный район Чжанъе (张掖专区), и эти земли вошли в его состав. В 1950 году он был расформирован, и эти земли перешли в состав Специального района Увэй (武威专区).
В 1955 году Специальный район Цзюцюань и Специальный район Увэй были объединены в Специальный район Чжанъе. В 1958 году уезд Миньлэ был присоединён к уезду Шаньдань, но в 1961 году был воссоздан. В 1970 году Специальный район Чжанъе был переименован в Округ Чжанъе (张掖地区).
Постановлением Госсовета КНР от 1 марта 2002 года были расформированы округ Чжанъе и городской уезд Чжанъе, и образован городской округ Чжанъе.

## Административное деление
Уезд делится на 6 посёлков и 2 волости.